# Rochejean
Rochejean est une commune française située dans le département du Doubs, la région culturelle et historique de Franche-Comté et la région administrative Bourgogne-Franche-Comté.
Ses habitants se nomment les Brigands.

## Géographie

### Localisation
Rochejean se trouve à l'est du pays. Rochejean a une altitude minimum de 870 mètre et une altitude maximum de 1 381 mètre. La commune a une superficie de 2 432 hectares.
On trouve, entre autres, à proximité de Rochejean les villes et villages suivants: Longevilles-Mont-d'Or, Fourcatier-et-Maison-Neuve, Brey-et-Maison-du-Bois, Labergement-Sainte-Marie et Les Villedieu .

### Climat
Pour des articles plus généraux, voir Climat de la Bourgogne-Franche-Comté et Climat du Doubs.
En 2010, le climat de la commune est de type climat de montagne, selon une étude du Centre national de la recherche scientifique s'appuyant sur une série de données couvrant la période 1971-2000. En 2020, Météo-France publie une typologie des climats de la France métropolitaine dans laquelle la commune est exposée à un climat de montagne ou de marges de montagne et est dans la région climatique  Jura, caractérisée par une forte pluviométrie en toutes saisons (1 000 à 1 500 mm/an), des hivers rigoureux et un ensoleillement médiocre.
Pour la période 1971-2000, la température annuelle moyenne est de 7 °C, avec une amplitude thermique annuelle de 16,5 °C. Le cumul annuel moyen de précipitations est de 1 741 mm, avec 12,6 jours de précipitations en janvier et 10,9 jours en juillet. Pour la période 1991-2020, la température moyenne annuelle observée sur la station météorologique installée sur la commune est de 6,7 °C et le cumul annuel moyen de précipitations est de 1 401,4 mm. 
La température maximale relevée sur cette station est de 32,1 °C, atteinte le 27 juin 2019 ; la température minimale est de −22,3 °C, atteinte le 20 décembre 2009,,.
| Mois                                  | jan.           | fév.           | mars           | avril          | mai           | juin          | jui.          | août          | sep.          | oct.          | nov.           | déc.           | année      |
| ------------------------------------- | -------------- | -------------- | -------------- | -------------- | ------------- | ------------- | ------------- | ------------- | ------------- | ------------- | -------------- | -------------- | ---------- |
| Température minimale moyenne (°C)     | −4,5           | −4,7           | −2             | 1,4            | 4,5           | 8             | 9,9           | 9,4           | 6,8           | 3,8           | −0,2           | −3,5           | 2,4        |
| Température moyenne (°C)              | −1,2           | −1             | 1,9            | 6,2            | 9,1           | 13            | 15,1          | 14,5          | 11,4          | 8             | 3,3            | −0,1           | 6,7        |
| Température maximale moyenne (°C)     | 2,1            | 2,7            | 5,9            | 11             | 13,7          | 17,9          | 20,3          | 19,5          | 16            | 12,1          | 6,8            | 3,3            | 10,9       |
| Record de froid (°C) date du record   | −17,6 17.01.13 | −20,1 07.02.12 | −15,5 24.03.08 | −11,1 08.04.21 | −5,6 06.05.19 | −0,1 14.06.08 | 1,7 15.07.11  | 1,4 11.08.16  | −2,4 27.09.10 | −7,5 30.10.12 | −14,6 27.11.10 | −22,3 20.12.09 | −22,3 2009 |
| Record de chaleur (°C) date du record | 14,8 01.01.22  | 16,2 25.02.21  | 18,5 30.03.21  | 21,2 25.04.07  | 26,8 25.05.09 | 32,1 27.06.19 | 31,7 05.07.15 | 31,9 24.08.23 | 26,7 05.09.23 | 25,2 07.10.09 | 20,2 08.11.15  | 14,9 24.12.12  | 32,1 2019  |
| Précipitations (mm)                   | 108,2          | 97,7           | 98,9           | 88,3           | 133,3         | 134,7         | 143,7         | 133,8         | 99,5          | 108,7         | 115,5          | 139,1          | 1 401,4    |

| Diagramme climatique                                  |             |           |           |              |            |              |              |           |              |              |              |
| J                                                     | F           | M         | A         | M            | J          | J            | A            | S         | O            | N            | D            |
| 2,1−4,5108,2                                          | 2,7−4,797,7 | 5,9−298,9 | 111,488,3 | 13,74,5133,3 | 17,98134,7 | 20,39,9143,7 | 19,59,4133,8 | 166,899,5 | 12,13,8108,7 | 6,8−0,2115,5 | 3,3−3,5139,1 |
| Moyennes : • Temp. maxi et mini °C • Précipitation mm |             |           |           |              |            |              |              |           |              |              |              |

Les paramètres climatiques de la commune ont été estimés pour le milieu du siècle (2041-2070) selon différents scénarios d'émission de gaz à effet de serre à partir des nouvelles projections climatiques de référence DRIAS-2020. Ils sont consultables sur un site dédié publié par Météo-France en novembre 2022.

## Urbanisme

### Typologie
Au 1er janvier 2024, Rochejean est catégorisée commune rurale à habitat dispersé, selon la nouvelle grille communale de densité à 7 niveaux définie par l'Insee en 2022.
Elle est située hors unité urbaine et hors attraction des villes,.

### Occupation des sols
L'occupation des sols de la commune, telle qu'elle ressort de la base de données européenne d’occupation biophysique des sols Corine Land Cover (CLC), est marquée par l'importance des forêts et milieux semi-naturels (80,8 % en 2018), une proportion sensiblement équivalente à celle de 1990 (81,2 %). La répartition détaillée en 2018 est la suivante : 
forêts (54,6 %), milieux à végétation arbustive et/ou herbacée (26,1 %), zones agricoles hétérogènes (16,1 %), zones urbanisées (2,6 %), prairies (0,4 %). L'évolution de l’occupation des sols de la commune et de ses infrastructures peut être observée sur les différentes représentations cartographiques du territoire : la carte de Cassini (XVIIIe siècle), la carte d'état-major (1820-1866) et les cartes ou photos aériennes de l'IGN pour la période actuelle (1950 à aujourd'hui).

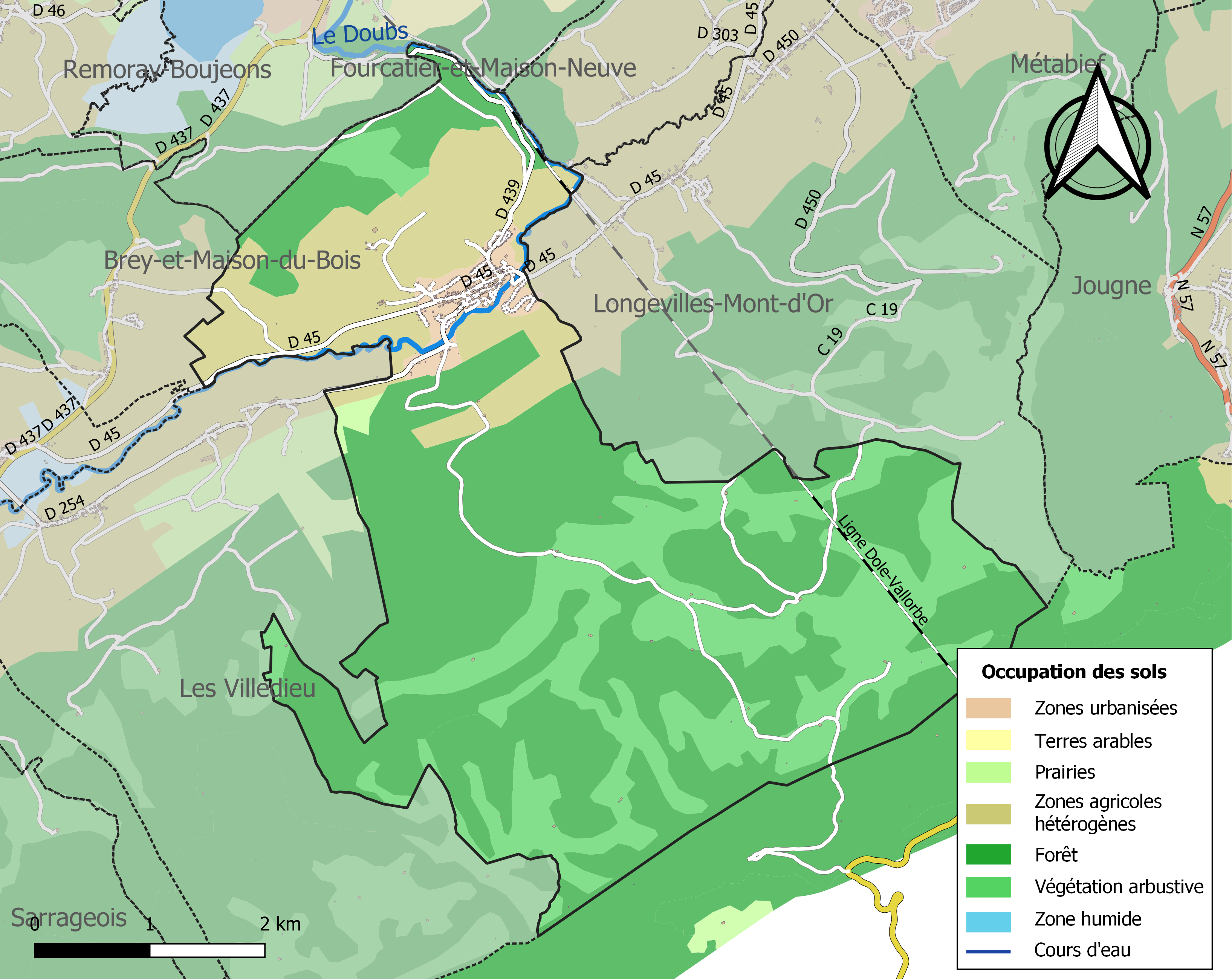
Carte des infrastructures et de l'occupation des sols de la commune en 2018 (CLC).

## Toponymie
Alpes en 792 et 1184 ; Roche de Alpe en 1250 ; Jures inhabitatas en 1266 ; Rocha Joannis en 1336 ;  Rochejean depuis 1630.

## Histoire

### Jusqu'auXIIIesiècle
De 900 à 500 avant Jésus-Christ, les premiers hommes arrivent dans les grandes forêts du Haut-Doubs. Ce sont des cavaliers celtes qui apportent leur connaissance du fer. Grâce à l'importante quantité de minerai de fer présent dans le sous-sol et aux forêts qui fournissent le bois nécessaire, apparaissent dès l'Antiquité les premiers bas-fourneaux dans les forêts au pied du Mont d'Or.
Vers l'an 1000, période où la région connaît une « renaissance monacale », plusieurs ermites et religieux veulent revenir aux règles originales, c'est-à-dire pauvreté, prière, travail, ascèse, etc. Ils partent donc à la recherche de déserts humains. Les montagnes du Mont d'Or leur apparaissent idéales pour leurs méditations. Ainsi, la tradition populaire raconte-t-elle que l'Ermite Jean choisit le creux de la Roche, sous l'église actuelle du futur Rochejean pour habitat.
Du Xe au XIIIe siècle, le secteur voit la naissance de plusieurs abbayes, autour du lac de Joux, à Mouthe, à Labergement-Sainte-Marie, à Saint-Point-Lac, près de Bonnevaux. C’est la période de la déforestation. Des moines et de la main d'œuvre suisse et française arrivent dans les forêts du Haut-Doubs et du Haut-Jura pour y travailler. De nouveaux terrains cultivables apparaissent et sont distribués à des seigneurs de Suisse et de France.
En 1267, Rochejean est fondé par Jean Ier de Chalon (1190-1267), comte de Chalon et sire de Salins qui s'inspire de la légende de l’Ermite pour nommer son nouveau village. Il élabore aussi les futurs plans du château sur la Roche d'Alpe.

### XIVesiècle
Vers 1300, les seigneurs de Rochejean, les Chalon-Arlay mettent en valeur la route entre Rochejean et Jougne. Ils se raccordent ainsi aux Hôpitaux et touchent des avantages, terres, impôts, etc. Les « colons » défricheurs de cette route créeront par la suite le village des Longevilles-Mont-d'Or.
Les moines, les seigneurs de Rochejean et de Salins-les-Bains ont des intérêts communs durant le XIIIe siècle. Grâce à l'accroissement de la population en Europe, les besoins en fer croissent. Le bois devient donc très important pour alimenter les hauts-fourneaux. De plus, la construction de nombreuses cathédrales exige énormément d'échafaudages en bois.
Vers 1314, le nombre insuffisant de cultivateurs oblige les seigneurs de Rochejean à louer les terres contre redevances et corvées, en « lotisant » c'est-à-dire en « abergeant des colons » pour relancer l'économie des villages. Les avantages fiscaux sont ainsi augmentés pour attirer encore plus de colons à Rochejean notamment.
À cette époque, la route du sel entre Salins-les-Bains et Vallorbe passe par Pontarlier et la cluse de Joux. Les marchands passent donc sur les terres des seigneurs de Pontarlier et doivent payer des taxes pour passer en Suisse. Ceci ne plaisant pas aux seigneurs de Salins, ils envisagent un nouveau tracé de la route qui passerait non plus à Pontarlier mais à Rochejean, sur leurs propres terres. Dans les années qui suivent 1315, la création de deux autres ermitages dans la région du Mont d’Or (Vaux et Mont-du-Fourg, la future abbaye de Mont-Sainte-Marie) permet la réalisation de la nouvelle route. Les seigneurs de Salins favorisent ainsi les implantations de ces abbayes en veillant à gagner du terrain sur celui du comté de Pontarlier. La route qui passait jusqu’à lors de Pontarlier à Jougne est remplacée par celle reliant Bonnevaux, les alentours de Rochejean, les Hôpitaux-Neufs, puis Jougne. Le château de Joux est ainsi contourné.
De 1349 à 1361, Rochejean est durement touché par la peste noire.

### XVesiècle-XIXesiècle
En 1494, les premières forges sont créées à l'emplacement des actuelles rues des Forges et du Haut-Fourneau. Le minerai extrait du Mont d'Or est acheminé dans les hauts-fourneaux pour en extraire la fonte. Celle-ci est travaillée par les maîtres de forges. Les outils nécessaires à la vie quotidienne et au travail agricole et forestier y sont ainsi fabriqués. Le haut-fourneau de Rochejean est particulièrement important et appartient à l'abbaye de Mont-Sainte-Marie.
Le XVIIe siècle est particulièrement dur. Rochejean et les villages voisins connaissent épidémies, famines et guerres. La période de la guerre de Dix Ans y est spécialement difficile, la région étant alors ravagée par les troupes des Suédois, nom donné à l'époque aux mercenaires mi-allemands mi-suédois de Bernard de Saxe-Weimar qui rasent le château. Le 10 août 1678, le traité de Nimègue est signé. La Franche-Comté devient française, les Francs-Comtois deviennent Français contre leur volonté, mais la paix est rétablie.
En 1843, le haut-fourneau de Rochejean ferme à cause d'un important incendie. Il traitait alors chaque année près de 2 500 tonnes de minerai de fer. Beaucoup de personnes se retrouvent sans emploi. Le haut-fourneau de Pontarlier ferme aussi et entraîne la fin de la mine dans tout le Haut-Doubs en 1848. Du fait de l'importation de plus en plus importante de fonte de Belgique et d'Écosse, l'industrie du fer en Franche-Comté décline ensuite tout au long de la seconde moitié du XIXe siècle.
En 1898, le syndicat intercommunal, créateur de la turbine dans les gorges du Fourpéret, sur le Doubs entre Rochejean et Labergement-Sainte-Marie, sur le territoire de cette dernière commune, installe le premier réseau électrique. De nos jours, l'installation du Fourperet n’est plus capable de produire seule l'électricité suffisante pour toutes les nouvelles habitations principales et touristiques que voient naître Rochejean et les villages voisins.

### Aujourd'hui
Rochejean est aujourd’hui un village typique de moyenne montagne franc-comtoise. Il est équipé d’une station de ski, « les Meix Loisirs », qui propose l’hiver quatre pistes de ski de descente (baby, verte, bleue, rouge) et l’été du Dévalkart. Les Granges-Raguin et le restaurant de la Boissaude, à quelques kilomètres au-dessus du village, proposent durant l’hiver plus de 50 km de pistes de ski de fond sur les pentes du Mont d’Or, et notamment la Grande Traversée du Jura. L’été, ces pistes deviennent des circuits de randonnée pédestre et de VTT.
Depuis 1981, le C.L.A.J. (Club de Loisirs et d’Action de la Jeunesse) de Franche-Comté, une association loi de 1901, est basée à Rochejean. Née d’un mouvement d’éducation populaire, elle a pour but d’offrir aux enfants et aux adultes un lieu privilégié propice à l’écoute, aux rencontres, aux activités de la ferme et de découverte du milieu montagnard rural.

### Héraldique
|  | Les armes de la commune se blasonnent ainsi : Écartelé au 1) et 4) de gueules au 2) et 3) d’argent ; sur le tout d’or au cor virolé et enguiché d’azur, le pavillon à senestre. |

## Politique et administration

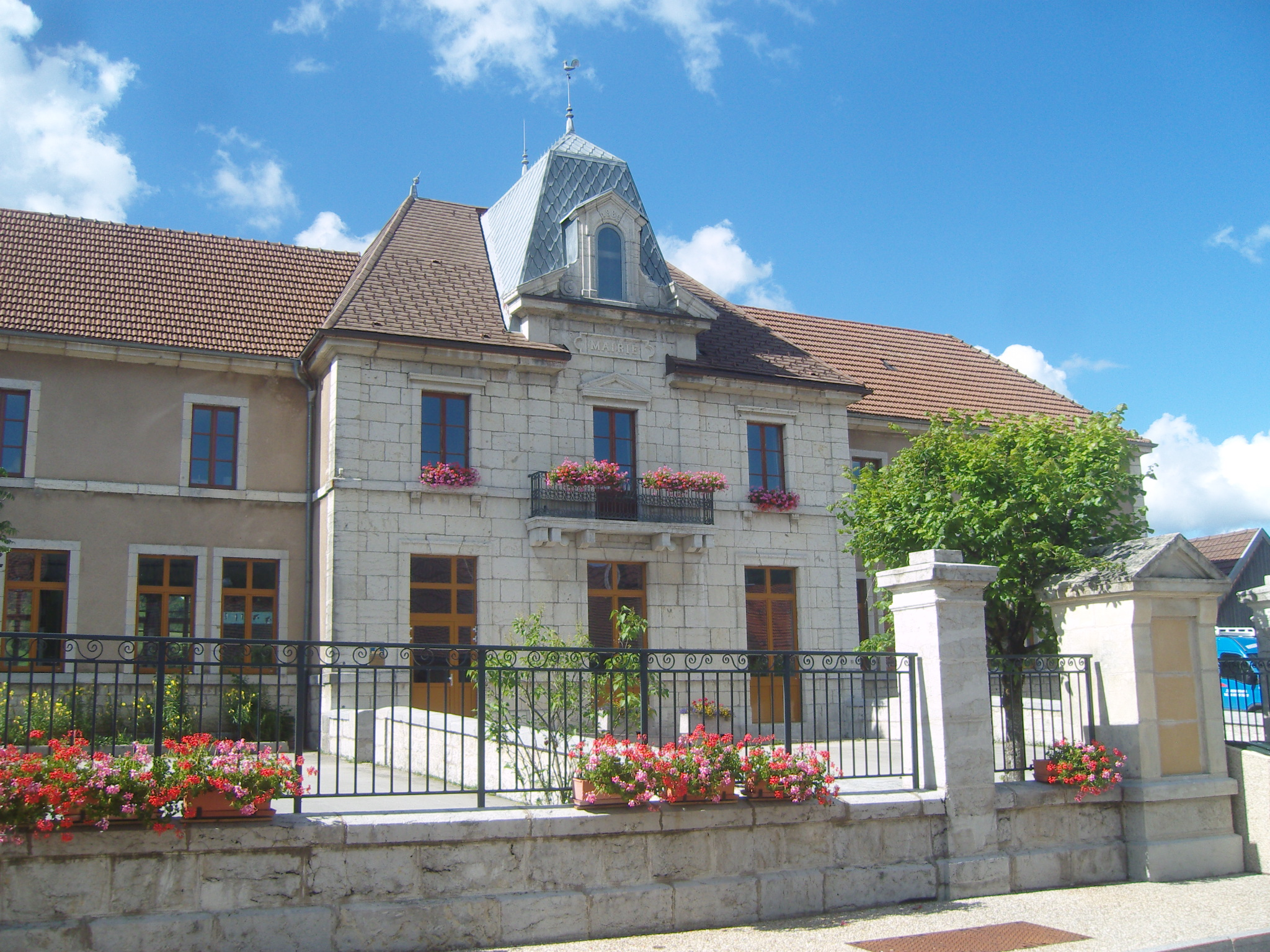
Mairie.

| Période                                  | Période       | Identité        | Étiquette | Qualité           |
| ---------------------------------------- | ------------- | --------------- | --------- | ----------------- |
| vers 1845                                |               | Raguin          |           |                   |
| 1977                                     | mars 1983     | Hubert Trouttet |           |                   |
| mars 1983                                | mars 1989     | Joël Saillard   |           |                   |
| mars 1989                                | décembre 1991 | Fernand Doussot |           |                   |
| décembre 1991                            | juin 1995     | Renée Saillard  |           |                   |
| juin 1995                                | mars 2008     | Claude Thomet   |           |                   |
| mars 2008                                | mai 2020      | Lionel Chevassu | DVD       | Chef d'entreprise |
| mai 2020                                 | En cours      | Eric Penzès     |           |                   |
| Les données manquantes sont à compléter. |               |                 |           |                   |

## Démographie
L'évolution du nombre d'habitants est connue à travers les recensements de la population effectués dans la commune depuis 1793. Pour les communes de moins de 10 000 habitants, une enquête de recensement portant sur toute la population est réalisée tous les cinq ans, les populations de référence des années intermédiaires étant quant à elles estimées par interpolation ou extrapolation. Pour la commune, le premier recensement exhaustif entrant dans le cadre du nouveau dispositif a été réalisé en 2005.

En 2022, la commune comptait 748 habitants, en évolution de +10,65 % par rapport à 2016 (Doubs : +1,88 %, France hors Mayotte : +2,11 %).
| 1793 | 1800 | 1806 | 1821 | 1831 | 1836 | 1841 | 1846 | 1851 |
| ---- | ---- | ---- | ---- | ---- | ---- | ---- | ---- | ---- |
| 408  | 445  | 417  | 453  | 512  | 584  | 577  | 560  | 537  |

| 1856 | 1861 | 1866 | 1872 | 1876 | 1881 | 1886 | 1891 | 1896 |
| ---- | ---- | ---- | ---- | ---- | ---- | ---- | ---- | ---- |
| 535  | 473  | 461  | 449  | 433  | 401  | 403  | 407  | 378  |

| 1901 | 1906 | 1911 | 1921 | 1926 | 1931 | 1936 | 1946 | 1954 |
| ---- | ---- | ---- | ---- | ---- | ---- | ---- | ---- | ---- |
| 367  | 377  | 356  | 337  | 306  | 317  | 307  | 275  | 266  |

| 1962 | 1968 | 1975 | 1982 | 1990 | 1999 | 2005 | 2006 | 2010 |
| ---- | ---- | ---- | ---- | ---- | ---- | ---- | ---- | ---- |
| 262  | 261  | 246  | 286  | 389  | 430  | 497  | 511  | 622  |

| 2015 | 2020 | 2022 | - | - | - | - | - | - |
| ---- | ---- | ---- | - | - | - | - | - | - |
| 680  | 729  | 748  | - | - | - | - | - | - |

## Lieux et monuments
- Le Château de Rochejean
- L'église Saint-Jean-Baptiste, bâtie au XIVe siècle peu après la fondation du village, fut reconstruite ensuite au XVe.
- Une croix de mission tridimensionnelle en fer forgé remontant à la seconde moitié du XVIIIe siècle est installée à côté de l’église. Elle comporte de remarquables décors. Le piédestal a été reconstitué après l’incendie de l’église, en 1962.
- Le monument aux morts, à côté de l'église.

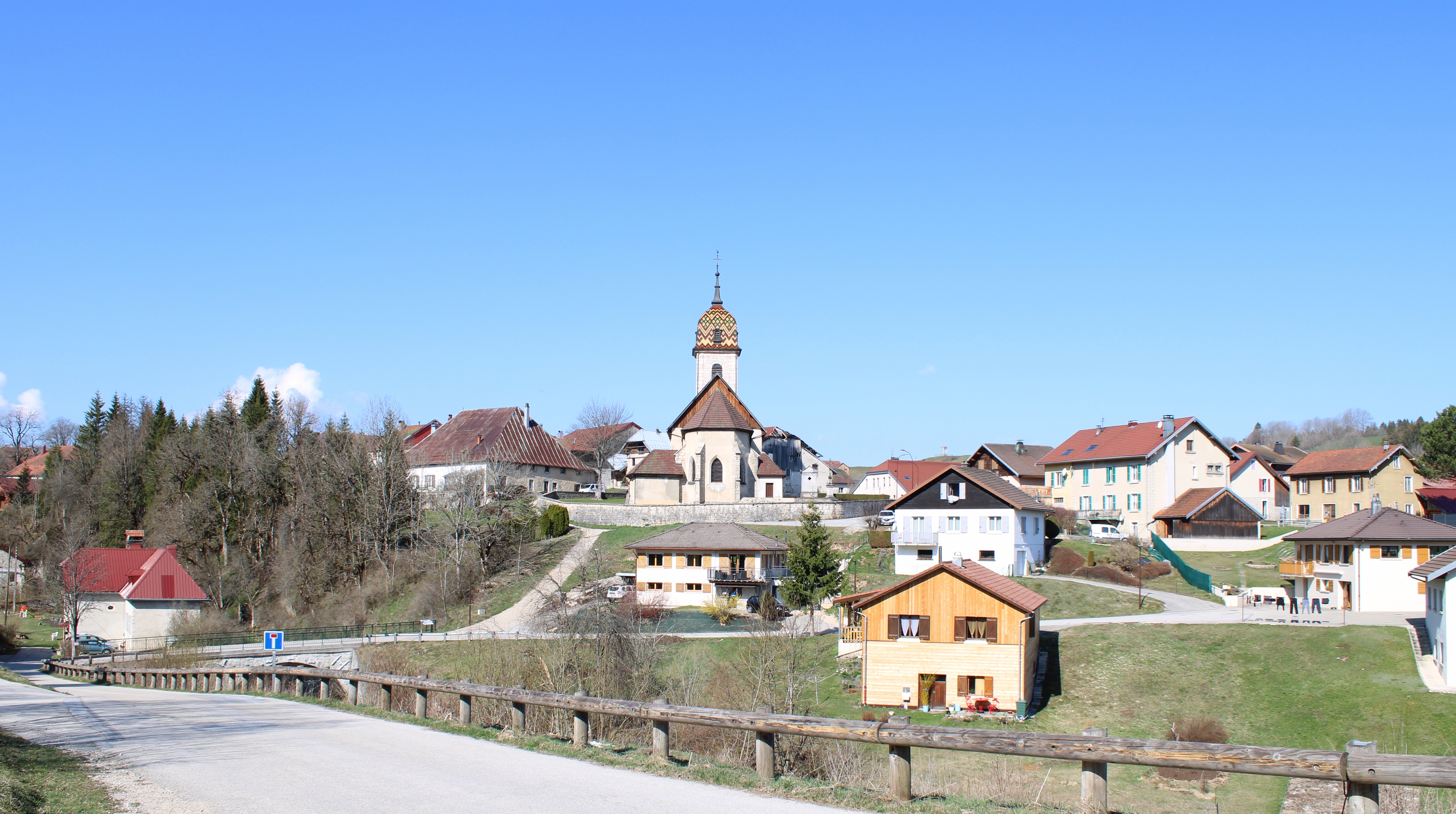
Panorama du village depuis le pont sur le Doubs.
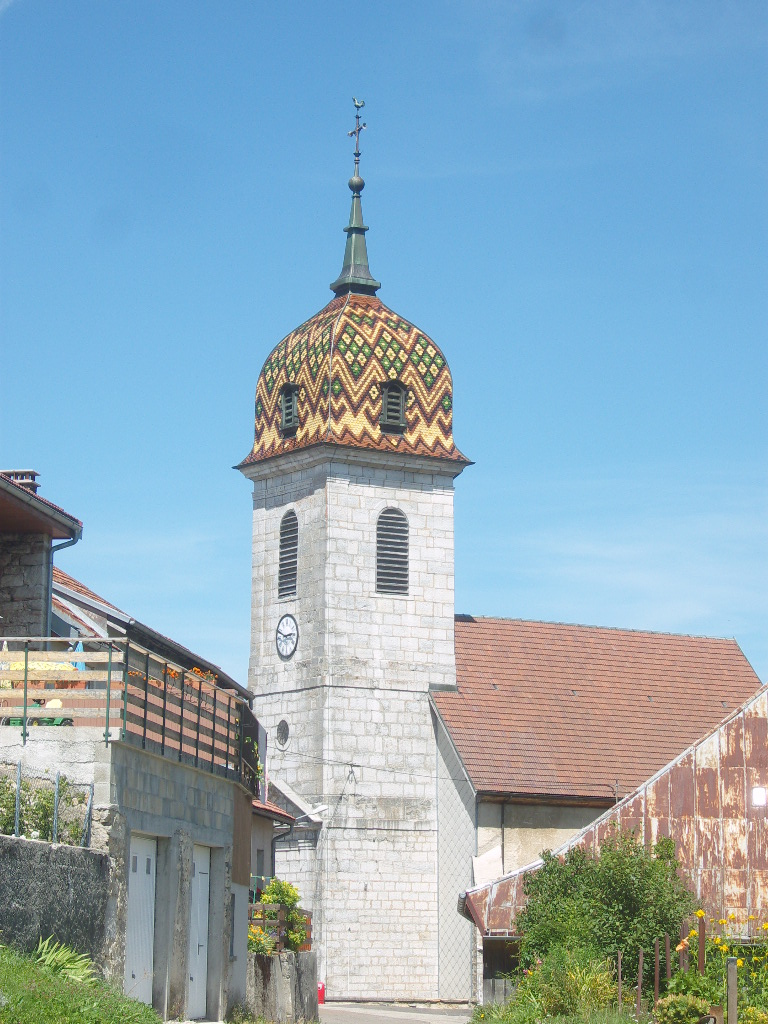
Église paroissiale Saint-Jean-Baptiste avec son clocher comtois.
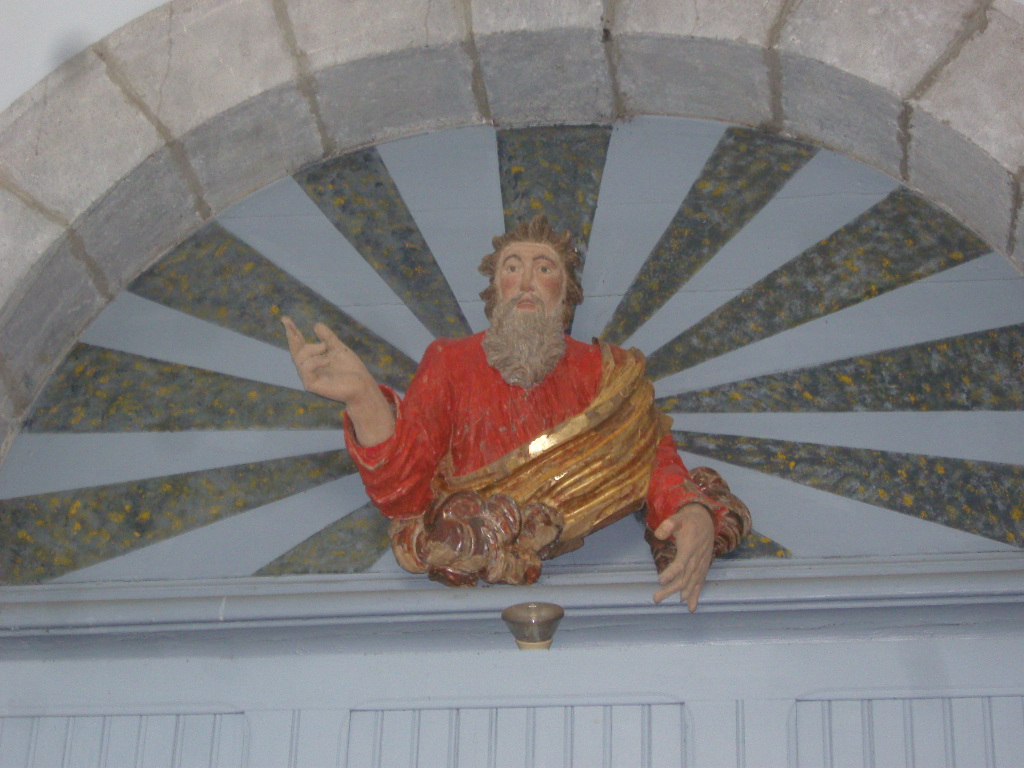
Buste de Dieu le père à l'entrée de l'église.
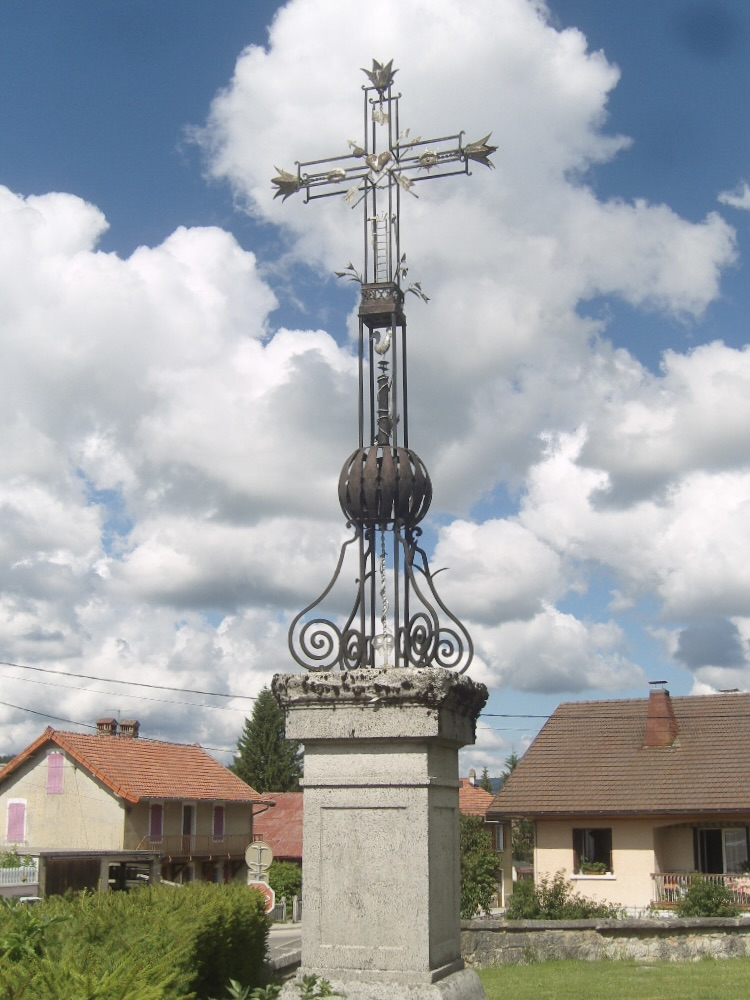
Croix de mission.
- Intérieur de l'église: vidéo sonore.

- Les fontaines dont la fontaine à la Marianne recensée dans la base Mérimée[22].

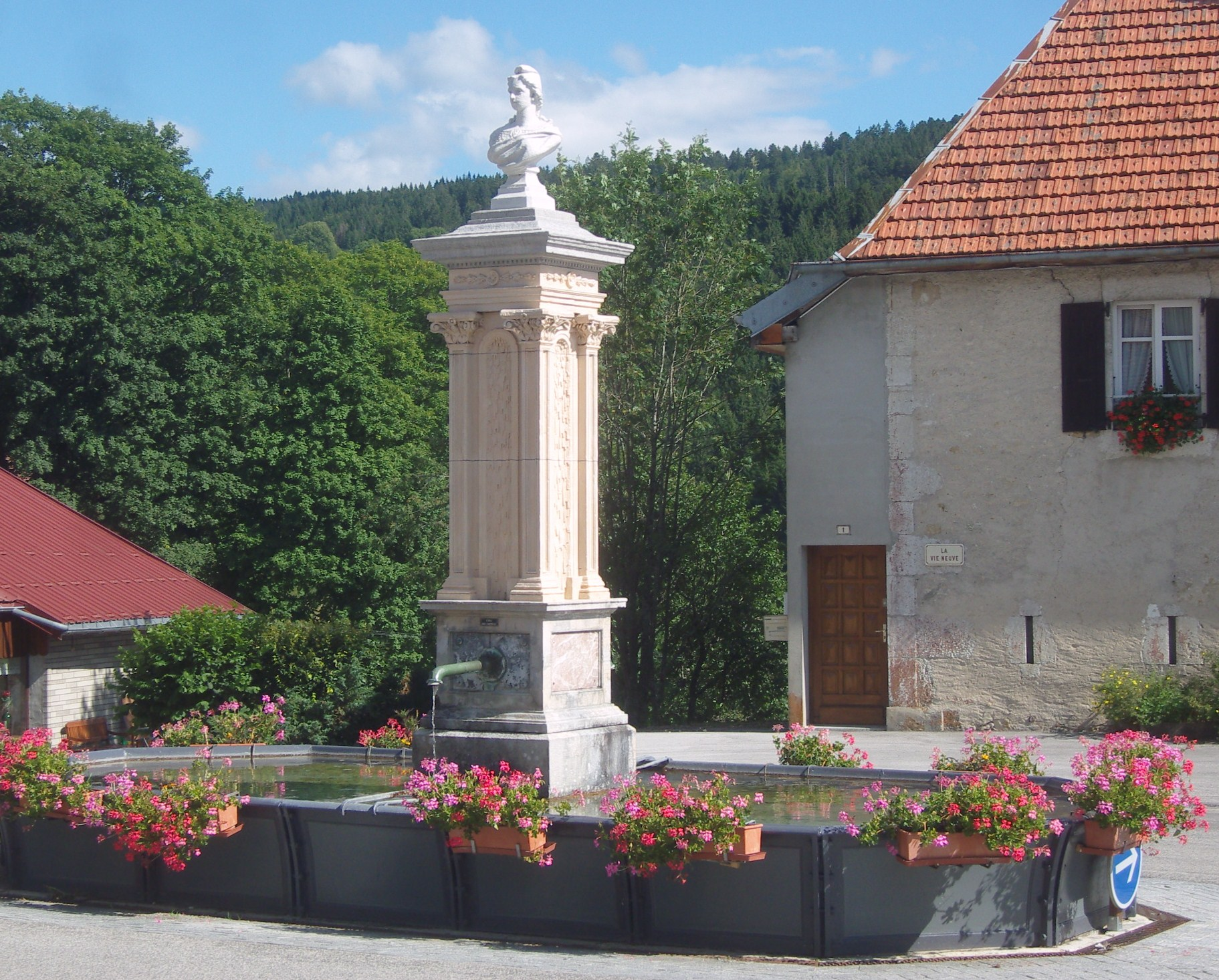
Fontaine surmontée du buste de Marianne.
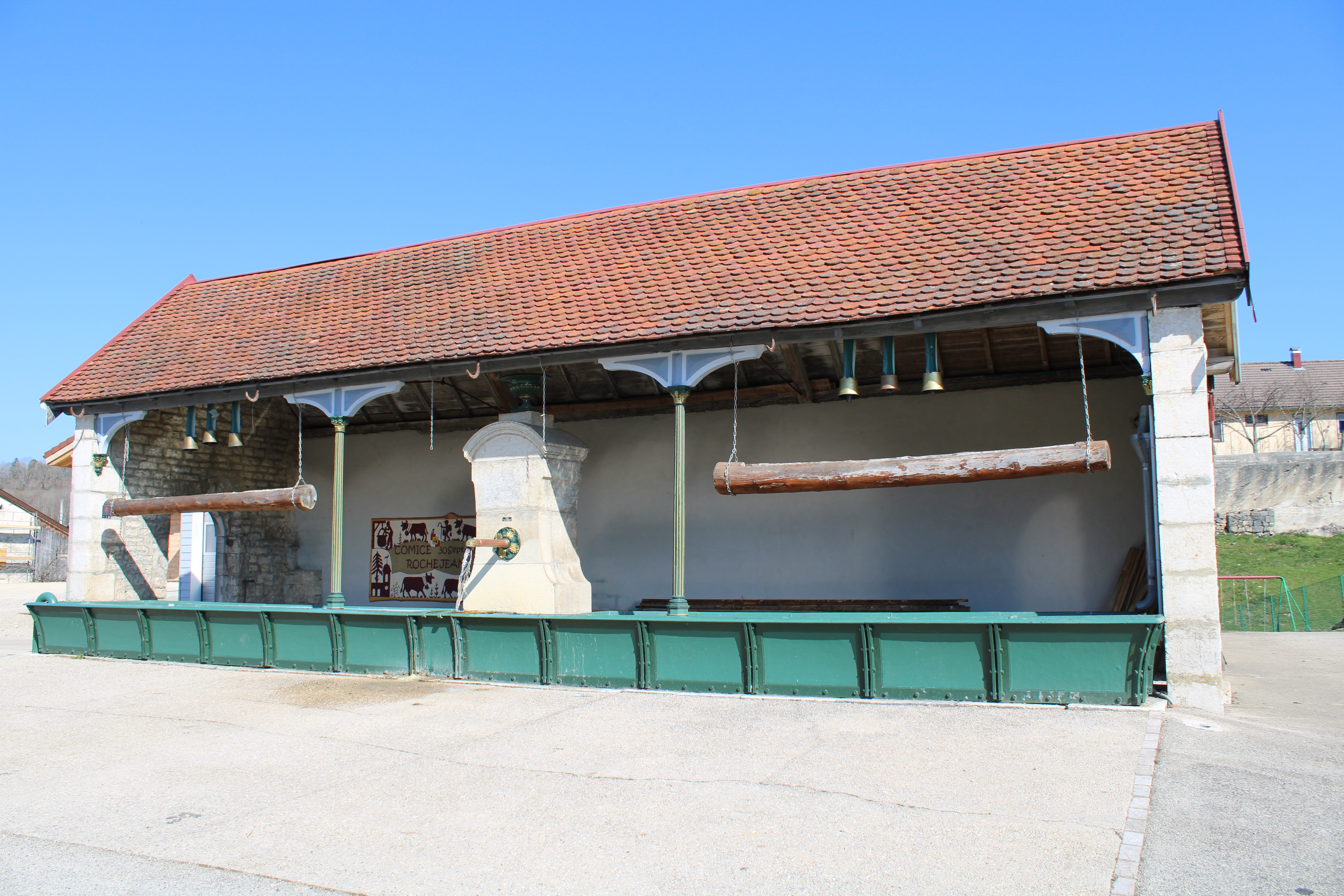
Fontaine-lavoir rue de la Fontaine.
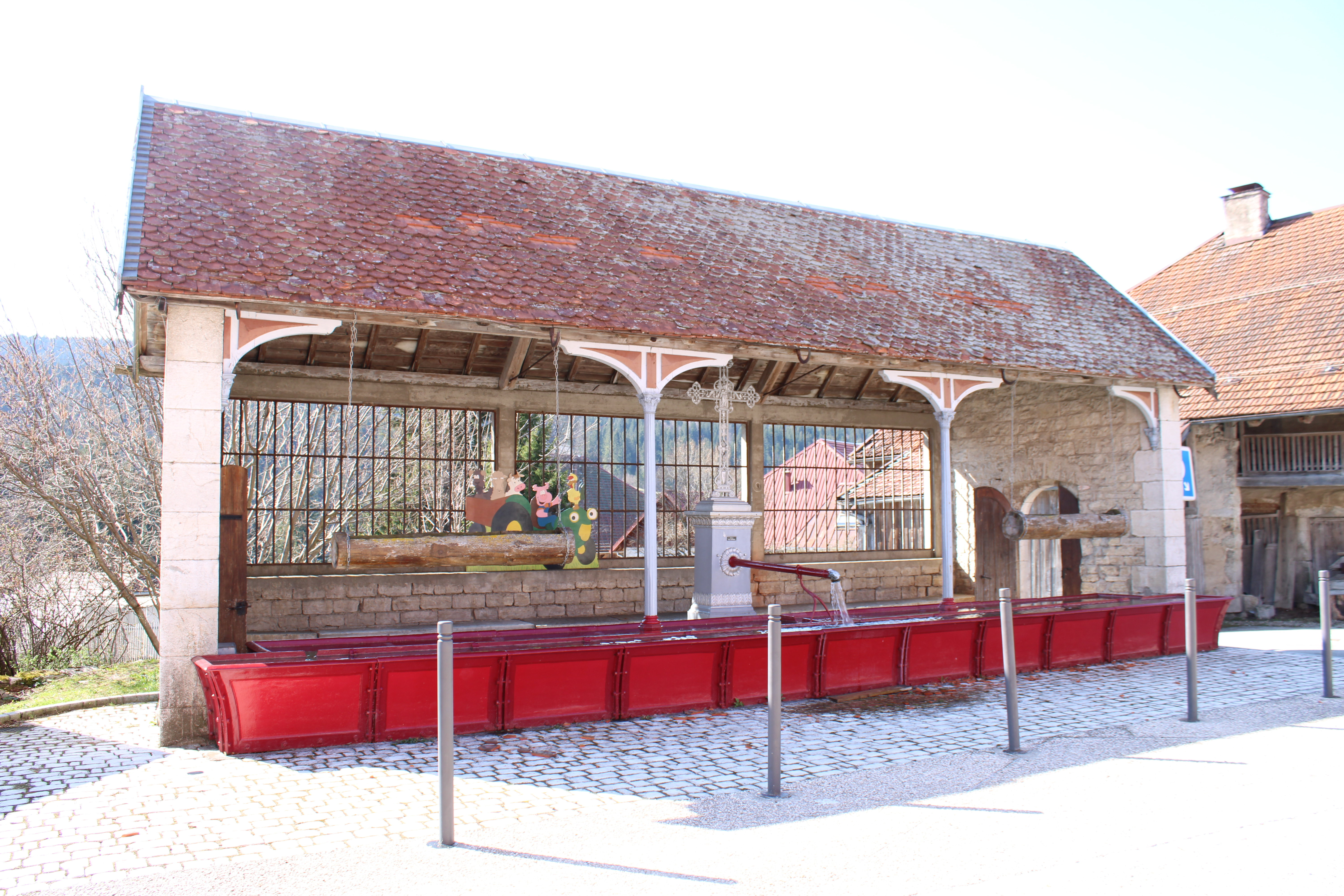
Fontaine-lavoir rue Saint-Jean.
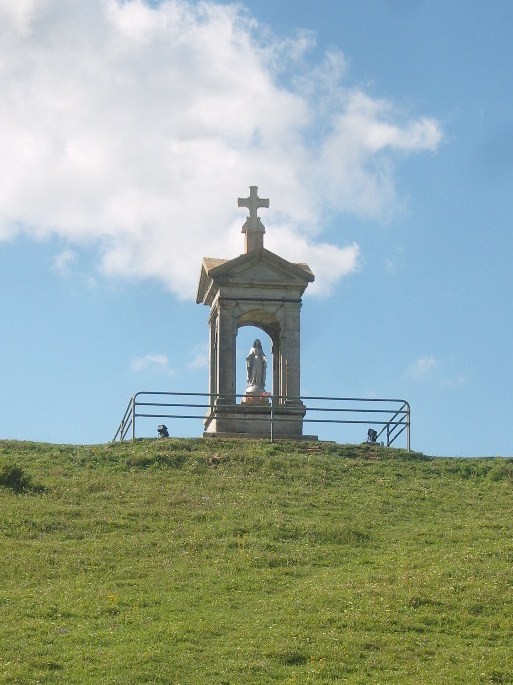
Oratoire surplombant la commune.
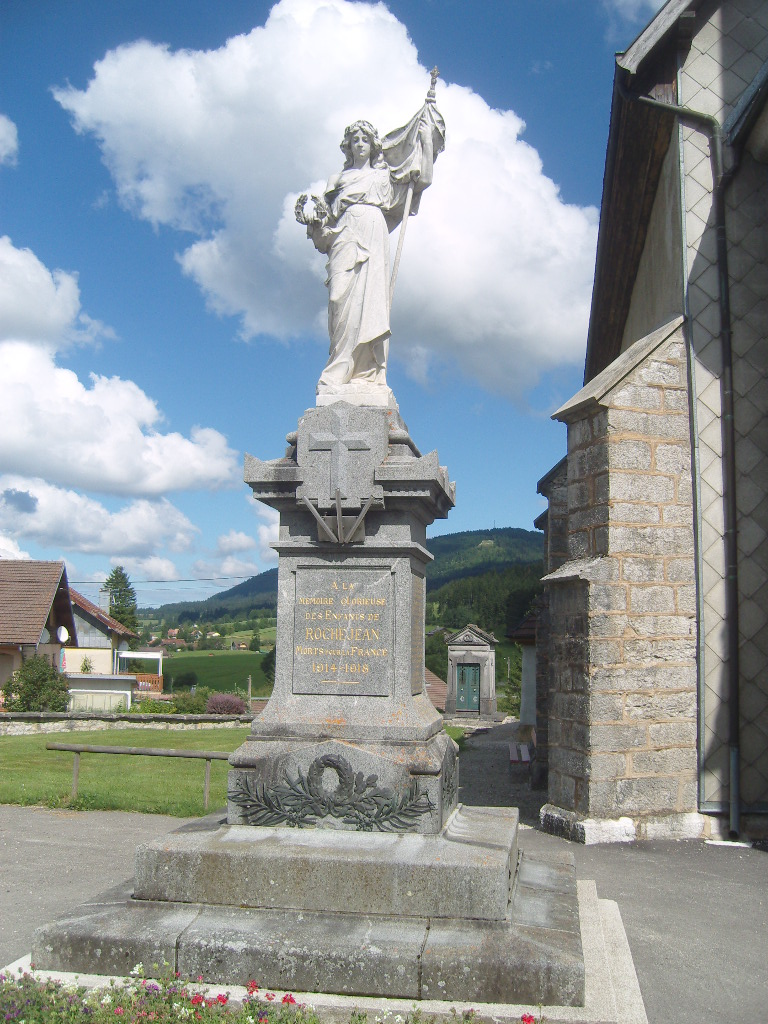
Monument aux morts.

- La vallée du Doubs avec :
  - Les barrages des anciennes forges[23] qui alimentent actuellement des microcentrales hydroélectriques[24]
  - les gorges du Fourpéret avec son barrage et ses cascades.

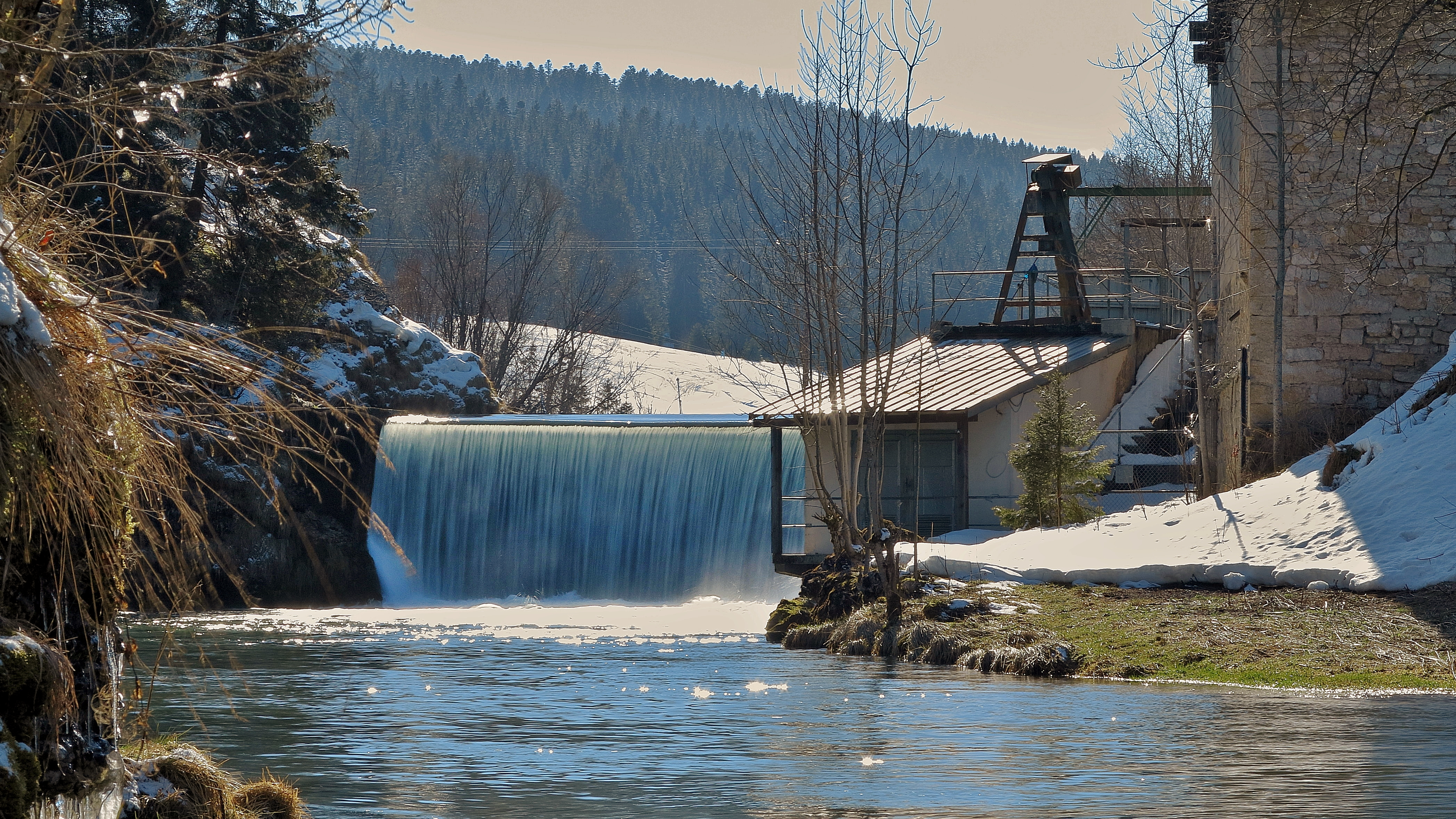
Barrage amont des anciennes forges.
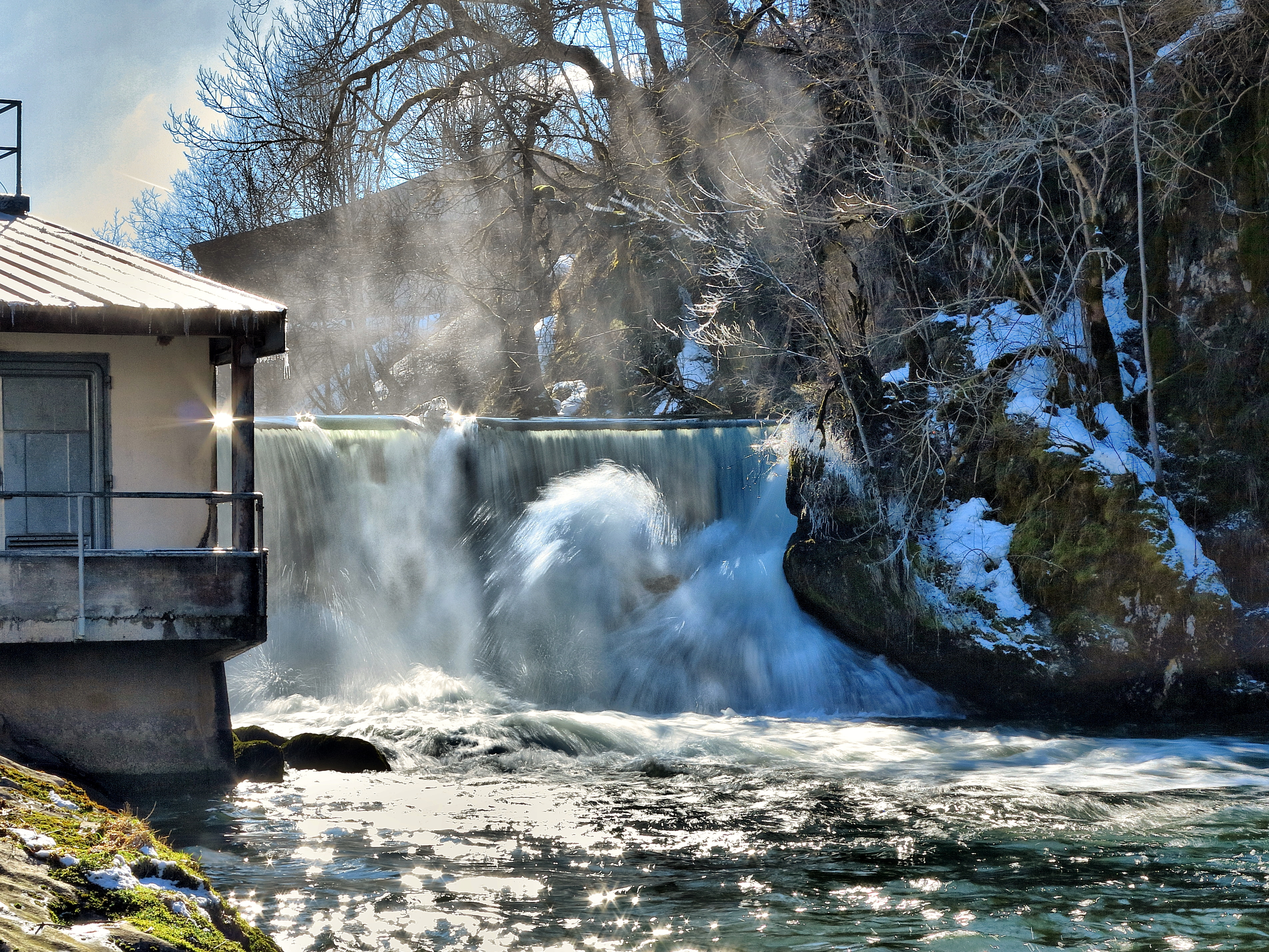
Barrage aval des anciennes des forges.
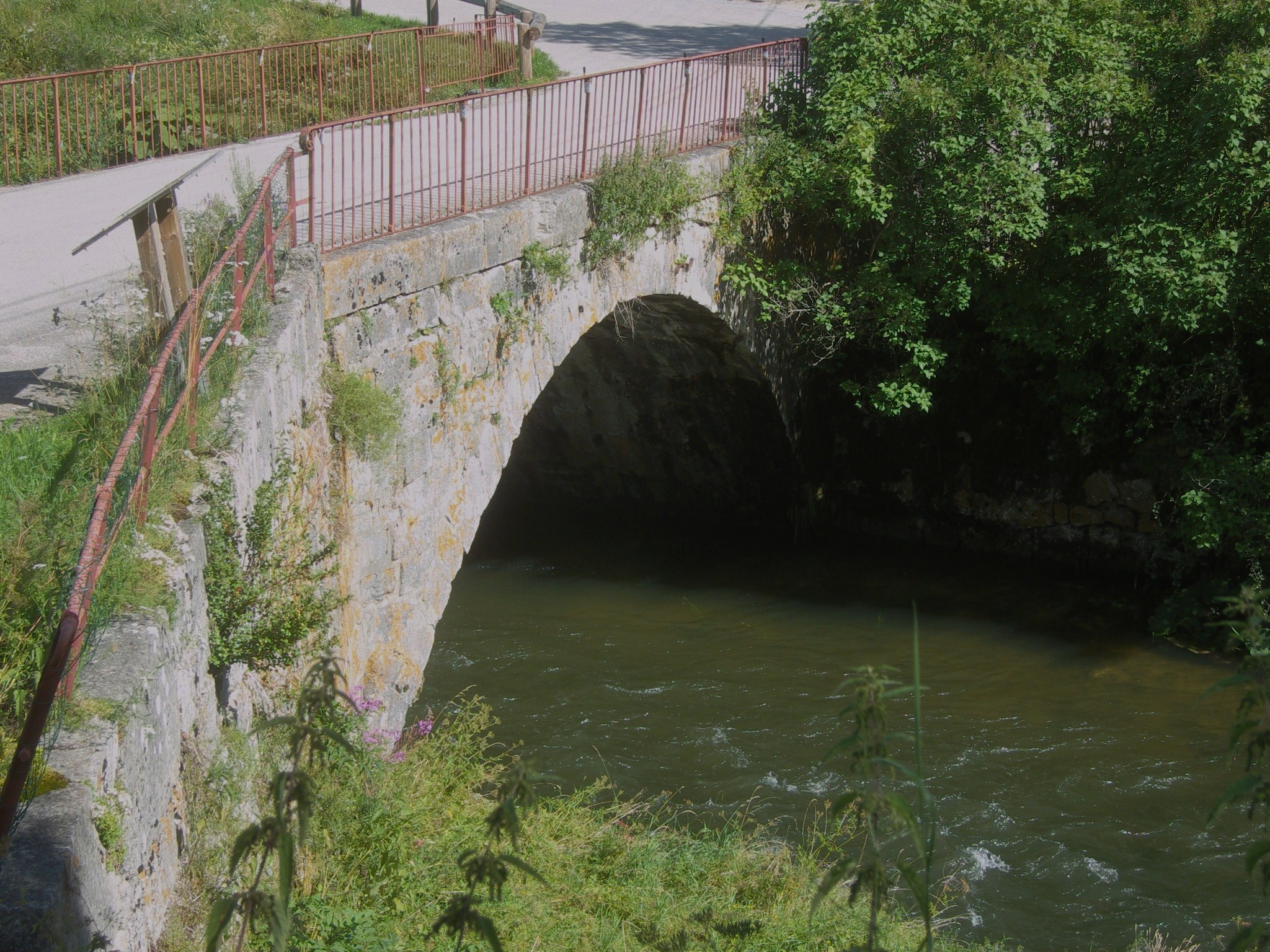
Vieux pont sur le Doubs.
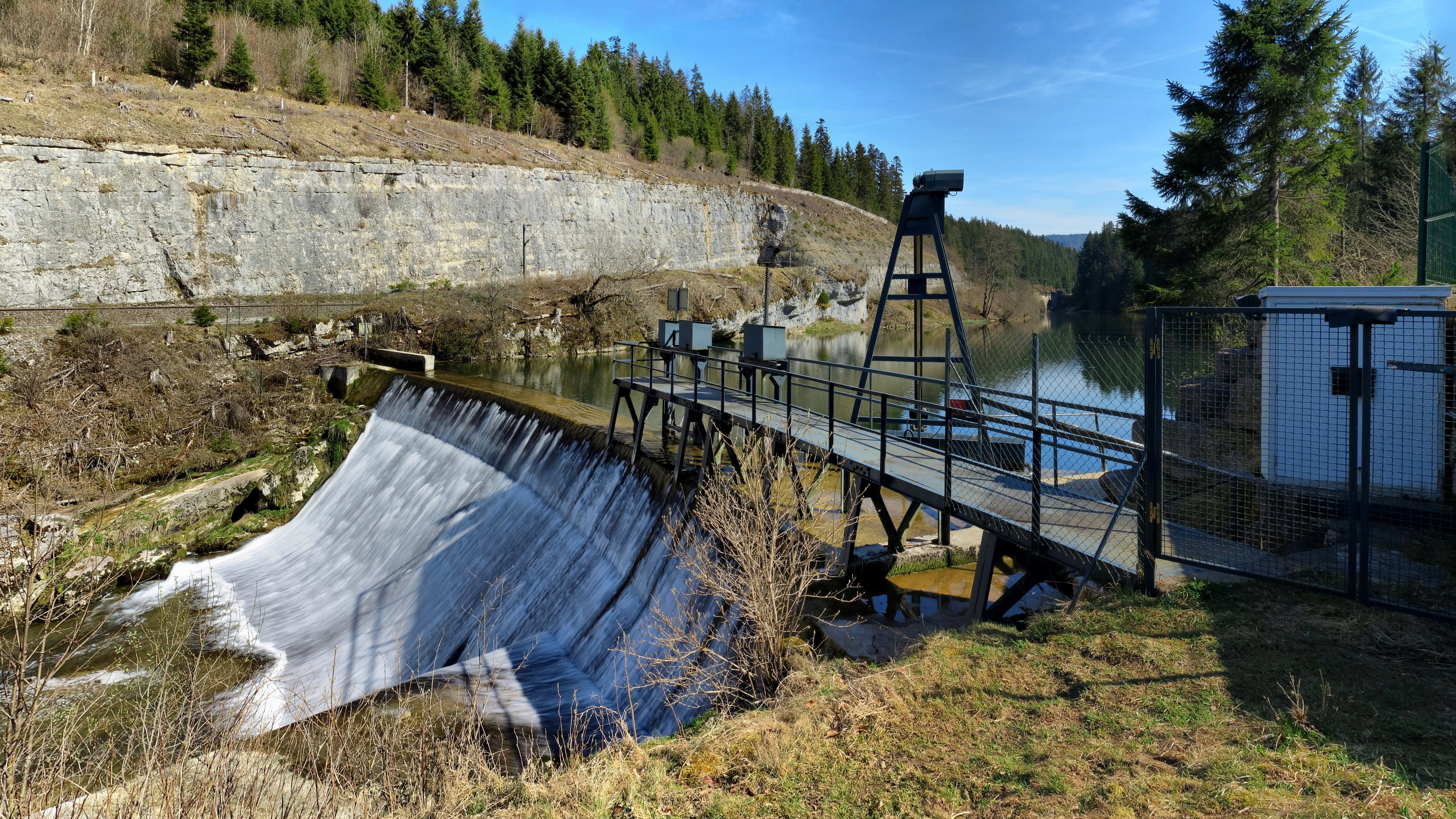
Barrage du Fourpéret.
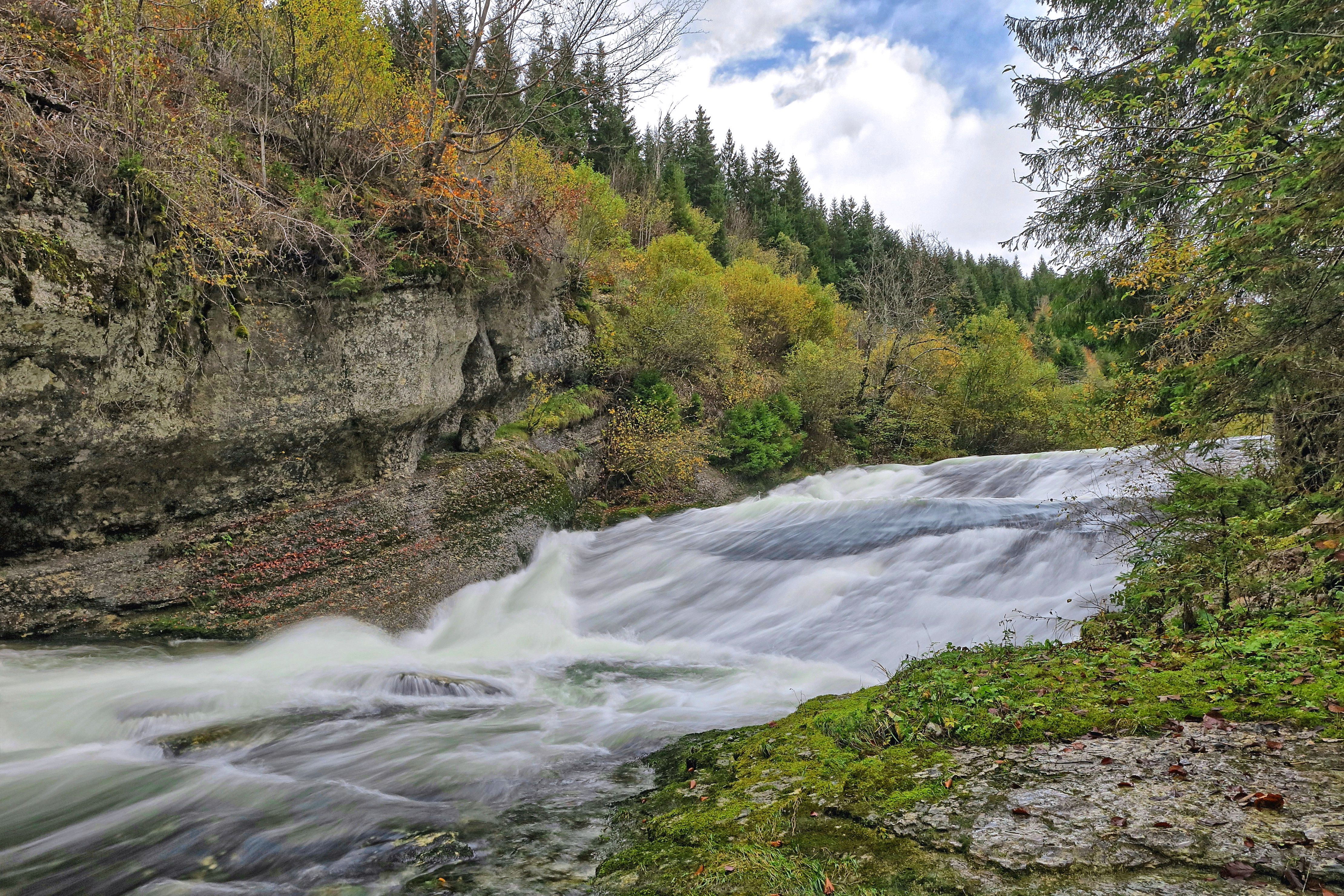
Cascades dans les gorges du Fourperet.

## Personnalités liées à la commune
- L’abbé Georges Ignace Boillon (1720-1800), originaire de Bonnétage, curé de Rochejean à partir de 1774. Il devient le premier maire de la commune en 1790 pendant la Révolution, mais doit s'exiler en Suisse de 1794 à 1800. Féru d'éducation pour la jeunesse, il avait transformé son presbytère en véritable musée d’histoire naturelle. Une rue du village porte son nom, et sa tombe se trouve dans le chœur de l'église.
- Claude Alexandre Loye, né et mort à Rochejean (1786-1865). Il y fut instituteur, et est l'auteur d’une histoire du village[25].
- Laurent Raguin (1871- 1950), élève de l'École nationale d'industrie laitière de Mamirolle près de Besançon. Mobilisé durant la Première Guerre mondiale, il reçoit sa cancoillotte moisie à cause de la durée du transport. De retour, il révolutionne sa fabrication dans les années 1920 en la conditionnant en boites métalliques stérilisées, ce qui lui permet l'industrialisation de cette spécialité franc-comtoise dans la fromagerie qu'il crée à Baume-les-Dames.
- Charles Belle, peintre, né à Rochejean en 1956.